# 행정명령 13769호

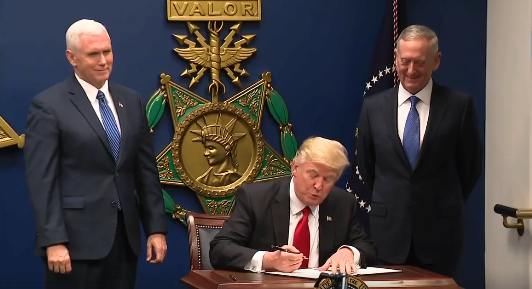
부통령 마이크 펜스(왼쪽)와 국방장관 제임스 매티스(오른쪽)가 보는 가운데 행정명령에 사인하는 도널드 트럼프 미 대통령

본 조치로 미국 입국이 금지된 국가들

테러리스트 입국으로부터 미국을 보호하는 행정명령(Executive Order: Protecting the Nation from Foreign Terrorist Entry into the United States)이라고 명명된 행정명령 13769호(Executive Order 13769)는 2017년 1월 27일 도널드 트럼프 미국 대통령이 사인한 행정명령으로, 중동과 아프리카의 특정 국가 사람들이 미국으로 여행이나 이민을 하는 것을 강력하게 제한하는 내용을 담고 있다.
이 행정명령에 의거해, 미국의 난민 입국 프로그램은 120일 동안 중단되었고, 리비아, 이란, 이라크, 소말리아, 수단, 시리아, 예멘 등 이슬람 급진주의 테러 위험이 있다고 판단되는 7개국 국적자들의 입국이 그들의 비자와 영주권에 상관없이 90일간 금지되었다. 다만 종교 박해를 받은 난민은 예외로 인정되어, 무슬림 국가에서 소수 종교로 박해를 받는 기독교도들은 본 행정명령에 제약을 받지 않았다.

## 논란
이 행정명령이 발효되자, 일부 국제공항에서 해당 국적의 입국자들이 억류되는 사태가 벌어져, 공항 인근에서 이같은 조치에 반대하는 시위자들이 항의 시위를 벌였다.

## 법적 분쟁
미국 시민 자유연맹(American Civil Liberties Union)은 트럼프의 반이민 행정명령이 미국 수정 헌법 제5조, 미국 이민국적법, 유엔 고문 방지 협약, 미국 행정절차법 등을 위반한다며 위헌 소송을 제기한다는 입장을 밝혔다.
미국 워싱턴주 시애틀 연방 지방법원은 트럼프 대통령의 행정명령이 미국 수정헌법 1조에 위배되며, 워싱턴의 경제와 이미지에 타격을 주고 있다는 점을 들어, 그 효력을 미국 전역에서 잠정중단하라고 결정하였다. 이같은 법원의 결정에 따라, 미국 국토안보부는 행정명령 13769호의 집행을 중단하였고, 미국 국무부 역시 본 명령으로 정지된 비자의 효력을 복구하였다.
트럼프 행정부의 미국 법무부는 법원의 결정에 반발하여 즉각 항소하였으나, 법원은 이를 기각해 정식 심리의 판결이 나올 때까지 행정명령 집행은 중단되었다.

## 같이 보기
- 미국 애국자법
- 도널드 트럼프 반대 시위
- 미국 이민국
- 미국의 비자